# Aeroportul El Tanque
Aeroportul El Tanque (IATA: FON, ICAO: MRAN) este un aeroport din Provincia Alajuela, Costa Rica ce deservește zona La Fortuna⁠(d).
Situat la o altitudine de 107 m, aeroportul dispune de o singură pistă.